# 日本共产党（行动派）

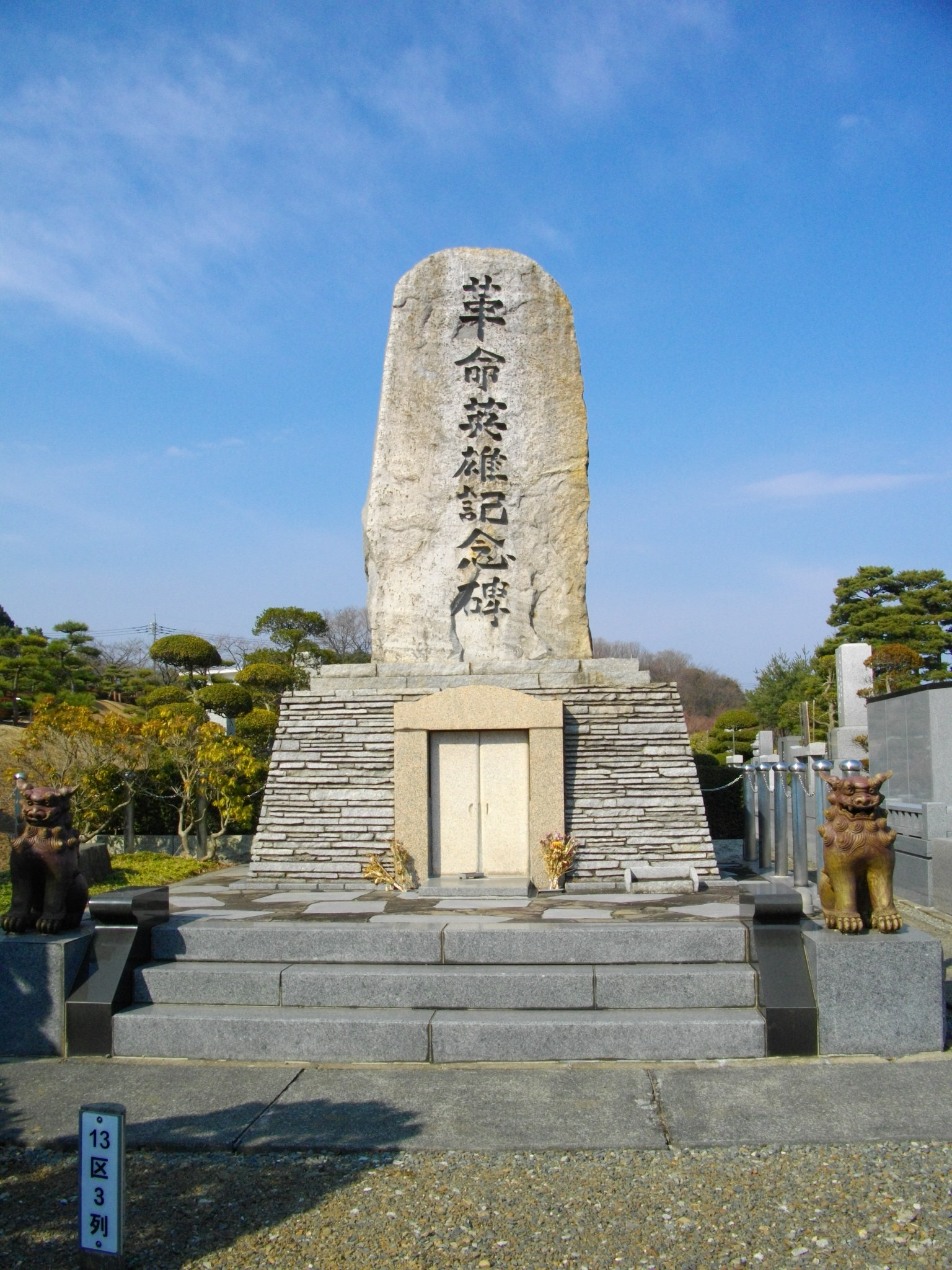
日本共产党（行动派）建造的革命英雄纪念碑

日本共产党（行动派）（日语：日本共産党（行動派））是日本的一个共产主义政党。

## 历史
该党成立于1980年7月15日，前身是成立于1967年12月17日的日本马列主义运动。该党的创始人是原日本共产党关西地方委员会委员大武礼一郎，属于所感派的他在1958年日本共产党第7回大会上同在此次大会上得势的日共国际派领导人宫本显治决裂。

## 组织
该党的议长是大武礼一郎，书记长是森久。该党有下属组织日本人民战线。

## 外部連結
- 日本共産党（行動派）官方网站 （页面存档备份，存于）
- 日本人民戦線